# Bunkai
El bunkai (分解), significa literalment "anàlisi" o "desconstrucció" (desmuntar per a la seva anàlisi), i fa al·lusió a un terme usat en les arts marcials japoneses, referit a les aplicacions de combat de les tècniques extretes dels moviments de les katas o "formes".
Els bunkai són normalment executats per parelles o per equips i inclouen atacs predefinits als que la kata proporciona una forma de defenses, contraatacs o altres accions o moviments. Això implica considerar tant els moviments com les distàncies a l'oponent, dictades o no per la mateixa kata, però que es dedueixen de la seva aplicació a la realitat d'un combat.
Aquest exercici ajuda al practicant a comprendre el significat de cada un dels moviments del kata, i principalment l'ajuda a expandir els seus reflexos i la seva velocitat. A mesura que s'avança en el coneixement marcial, s'incrementa la potència i el ritme en l'execució del bunkai, el que requereix major concentració.
Juntament amb el kumite i el kata, els Bunkai són la base d'aquestes arts de combat.